# Hapton, Norfolk
Hapton är en by i civil parish Tharston and Hapton, i distriktet South Norfolk, i grevskapet Norfolk i England. Byn är belägen 10 km från Wymondham. Hapton var en civil parish fram till 1935 när blev den en del av Tharston. Civil parish hade 159 invånare år 1931. Byn nämndes i Domedagsboken (Domesday Book) år 1086, och kallades då Apetuna/Habetuna/Habituna.